# Last Dance (película de 1996)
Last Dance (Condenada en España y Último Recurso en Latinoamérica) es una película de 1996, protagonizada por Sharon Stone, Rob Morrow, Randy Quaid y Peter Gallagher.

## Argumento
Cindy Liggett (Sharon Stone) está esperando en el corredor de la muerte por un brutal doble asesinato que había cometido en su adolescencia, 12 años antes. El abogado Rick Hayes (Rob Morrow) intenta salvarla, basándose en el argumento de que ella estaba bajo la influencia de la cocaína cuando cometió el crimen del que fue encontrada culpable y que ella ya no es la misma persona que la que fue en el momento del asesinato.

## Reparto
- Sharon Stone como Cindy Liggett.
- Rob Morrow como Rick Hayes.
- Randy Quaid como Sam Burns.
- Peter Gallagher como John Hayes.
- Jack Thompson como el gobernador.
- Jayne Brook como Jill.
- Pamala Tysoncomo Linda.
- Skeet Ulrich como Billy, el hermano de Cindy.
- Don Harvey como Doug.
- Diane Sellers como la presa Reggie.
- Patricia French como Frances, la guardia.
- Ralph Wilcox como Warden Rice.
- Buck Ford como D. A. Rusk
- Dave Hager como detective Vollo.
- Christine Cattell como Louise.
- Peg Allencomo Helen.
- Meg Tilly como la estríper.

## Producción
Last Dance fue rodada en Nashville.

## Recepción de la crítica
La película fue ampliamente ignorada en la taquilla, y sufrió una comparación con la película de 1995 Dead Man Walking, que fue ganadora de un Premio de la Academia en la categoría de drama cuyo tema sobre el tratamiento de la pena de muerte aún estaba fresco en la mente de los públicos. Sharon Stone fue nominada para un Premio Razzie en 1997 por "la Peor Nueva Estrella" sobre la base de su papel en la película (como la nueva "seria" Sharon Stone).
Last Dance recibió críticas negativas por parte de los críticos. En la actualidad posee un 29% de aprobación en Rotten Tomatoes basada en 21 opiniones. Sharon Stone fue nominado para un Premio Razzie a la Peor Nueva Estrella para esta película y Diabolique, donde perdió con Pamela Anderson por Barb Wire.
Judd Blaise de Allmovie le dio a la película dos de cinco estrellas.